# 潘倣
潘倣（1484年—？），字景哲，號三峰，河南河南府洛陽縣人，民籍，明朝政治人物。

## 生平
正德五年（1510年）庚午科河南鄉試第八十六名舉人，六年（1511年）中式辛未科會試第一百七十三名，三甲第二十八名進士。授吉安府推官，十一年（1516年）升浙江道監察御史，十二年（1517年）巡按陝西，十三年（1518年）因“薛鳳鳴案”被逮，擬調外任，左都御史彭澤申救免調，十六年（1521年）巡按甘肅，嘉靖三年（1524年）巡按浙江，五年（1526年）八月出為山西按察司副使，八年（1529年）升遼東苑馬寺卿，十二年（1533年）四月任都察院右僉都御史、巡撫大同，同年十月因大同總兵李瑾被亂兵所殺，被論劾罷職。

## 家族
曾祖潘允中；祖父潘智；父潘顗，母張氏。具慶下。兄潘傚，弟潘儆、潘儼。